# رود گیژیگا
رود گیژیگا (روسی: Гижига) یک رودخانه در استان ماگادان کشور روسیه است.